# Era II
Era II — второй альбом французского музыкального проекта Era, выпущенный в 2000 году. Альбом стал платиновым во Франции. В 2000 году достиг 2-го места в чартах Франции и Бельгии, 4-го в Швейцарии. В течение недели входил в 150 популярных альбомов Франции. Он занял 102 позицию на 42 неделе 2003 года.

## Список композиций
| №   | Название        | Длительность |
| --- | --------------- | ------------ |
| 1.  | «Omen Sore»     | 4:39         |
| 2.  | «Divano»        | 3:53         |
| 3.  | «Devore Amante» | 4:14         |
| 4.  | «Sentence»      | 4:55         |
| 5.  | «Don't U»       | 3:49         |
| 6.  | «Infanati»      | 4:26         |
| 7.  | «Madona»        | 4:17         |
| 8.  | «Hymne»         | 4:55         |
| 9.  | «Misere Mani»   | 4:03         |
| 10. | «In Fine»       | 4:25         |

платиновый

## Исполнители
- Ирен Бустаманте (Irene Bustamante).
- Пьер Буассери ( Pierre Boisserie)

## Видеоклипы
Видео были сняты для композиций «Divano» и «Infanati». В съёмках принимали участие актёры Пьер Бузьери и Ирен Бустаманте.